# 람빵 FC
람빵 FC(태국어 : สโมสรฟุตบอลจังหวัดลำปาง)는 태국 람빵주에 연고를 둔 태국의 프로 축구 클럽이다. 현재 태국의 1부 리그인 타이 리그 2에 소속되어 있다.

## 선수 명단

### 현역
- 루앙 산토스 (2023 ~ 2024)